# Biondologia
| Recensione    | Giudizio |
| ------------- | -------- |
| MelodicaMente |          |

Biondologia, il cui sottotitolo è L'arte di passeggiare con disinvoltura sul ciglio di un abisso, è il secondo album in studio della cantante pop italiana Romina Falconi, pubblicato il 15 marzo 2019 dalla Freak & Chic, con distribuzione Artist First.
L'album contiene i singoli Cadono saponette, Le 5 fasi del dolore e Vuoi l'amante, che hanno anticipato l'uscita dell'album.

## Tracce
1. Poesia nera – 1:36
2. Le 5 fasi del dolore – 3:48
3. Vuoi l'amante – 3:24
4. Troppo tardi – 3:33
5. LATTE+ – 3:25
6. Cadono saponette – 3:22
7. Sei mejo te – 2:57
8. Tienimi ancora – 3:54
9. Sex Tape – 3:14
10. Ringrazia che sono una signora – 2:56
11. Ci vediamo presto – 3:54
12. Buona vita arrivederci – 3:38

## Classifiche

### Posizioni massime
| Classifica (2019) | Posizione massima |
| ----------------- | ----------------- |
| Italia            | 49                |